# Joara Chaves
Joara Chaves (née le 22 mars 1962 à Sao Paulo, au Brésil), est une joueuse d'échecs brésilienne, quatre fois championne du Brésil. Elle a une sœur cadette, Jussara Chaves, qui est arbitre et maître international féminin (MIF).

## Palmarès individuel
Du début des années 1980 à la fin des années 2000, Joara Chaves est l'une des principales joueuses d'échecs brésiliennes. Elle participe à de nombreuses éditions du championnat du Brésil d'échecs féminins, et en remporte quatre, en 1991, 1998, 2002 et 2008. Elle est également vice-championne à six reprises, en 1984, 1985, 1988, 1993, 1997 et 1999 En 1987, elle participe au tournoi interzonal, qualificatif pour le championnat du monde d'échecs féminin à Smederevska Palanka, en Yougoslavie et se classe 15e.

## Parcours en équipe nationale du Brésil
Joara Chaves joue pour le Brésil lors des olympiades d'échecs féminines :
- en 1982, au troisième échiquier lors de la 10e Olympiade d'échecs qui s'est déroulée à Lucerne, en Suisse (6 victoires (+6), 2 matchs nuls (= 2), 4 défaites (-4))[4],
- en 1984, au deuxième échiquier lors de la 26e Olympiade d'échecs qui s'est déroulée en Thessalonique, en Grèce (+3, = 5, -6)[4],
- en 1986, au premier échiquier de réserve lors de la 27e Olympiade d'échecs qui s'est déroulée à Dubaï, aux Emirats Arabes Unis (+2, = 3, -2)[4],
- en 1988, au premier échiquier lors de réserve de la 28e Olympiade d'échecs qui s'est déroulée à Thessalonique, en Grèce (+4, = 3, -1)[4],
- en 1990, au troisième échiquier lors de la 29e Olympiade d'échecs qui s'est déroulée à Novi Sad, en Yougoslavie (+4, = 8, -0)[4],
- en 1992, au premier échiquier lors de la 30e Olympiade d'échecs qui s'est déroulée à Manille, aux Philippines (+3, = 2, -5)[4],
- en 1994, au premier échiquier lors de la 31e Olympiade d'échecs qui s'est déroulée à Moscou, en Russie (+1, = 3, -5)[4],
- en 1996, au deuxième échiquier lors de la 32e Olympiade d'échecs qui s'est déroulée à Erevan, en Arménie (+3, = 3, -5)[4],
- en 1998, au deuxième échiquier lors de la 33e Olympiade d'échecs qui s'est déroulée à Elista, en Russie (+5, = 5, -2)[4],
- en 2000, au premier échiquier de réserve  lors de la 34e Olympiade d'échecs qui s'est déroulée à Istanbul, en Turquie (+2, = 3, -3)[4],
- en 2002, au troisième échiquier lors de la 35e Olympiade d'échecs qui s'est déroulée à Bled, en Slovénie (+5, = 3, -3)[4],
- en 2004, au troisième échiquier lors de la 36e Olympiade d'échecs qui s'est déroulée à Calvià, en Espagne (+4, = 1, -5)[4],
- en 2006, au troisième échiquier lors de la 37e Olympiade d'échecs qui s'est déroulée à Turin, en Italie (+4, = 2, -4)[4],
- en 2008, au troisième échiquier lors de la 38e Olympiade d'échecs qui s'est déroulée à Dresde, en Allemagne (+6, = 1, -2)[4],
- en 2014, au troisième échiquier lors de la 41e Olympiade d'échecs qui s'est déroulée à Tromso, en Norvège (+4, = 2, -2)[4].

## Titres internationaux décernés par la FIDE
En 1985, Joara Chaves reçoit le titre de Maître international féminin (MIF). Elle est également arbitre internationale FIDE depuis 1993.